# Refugi de Muleta

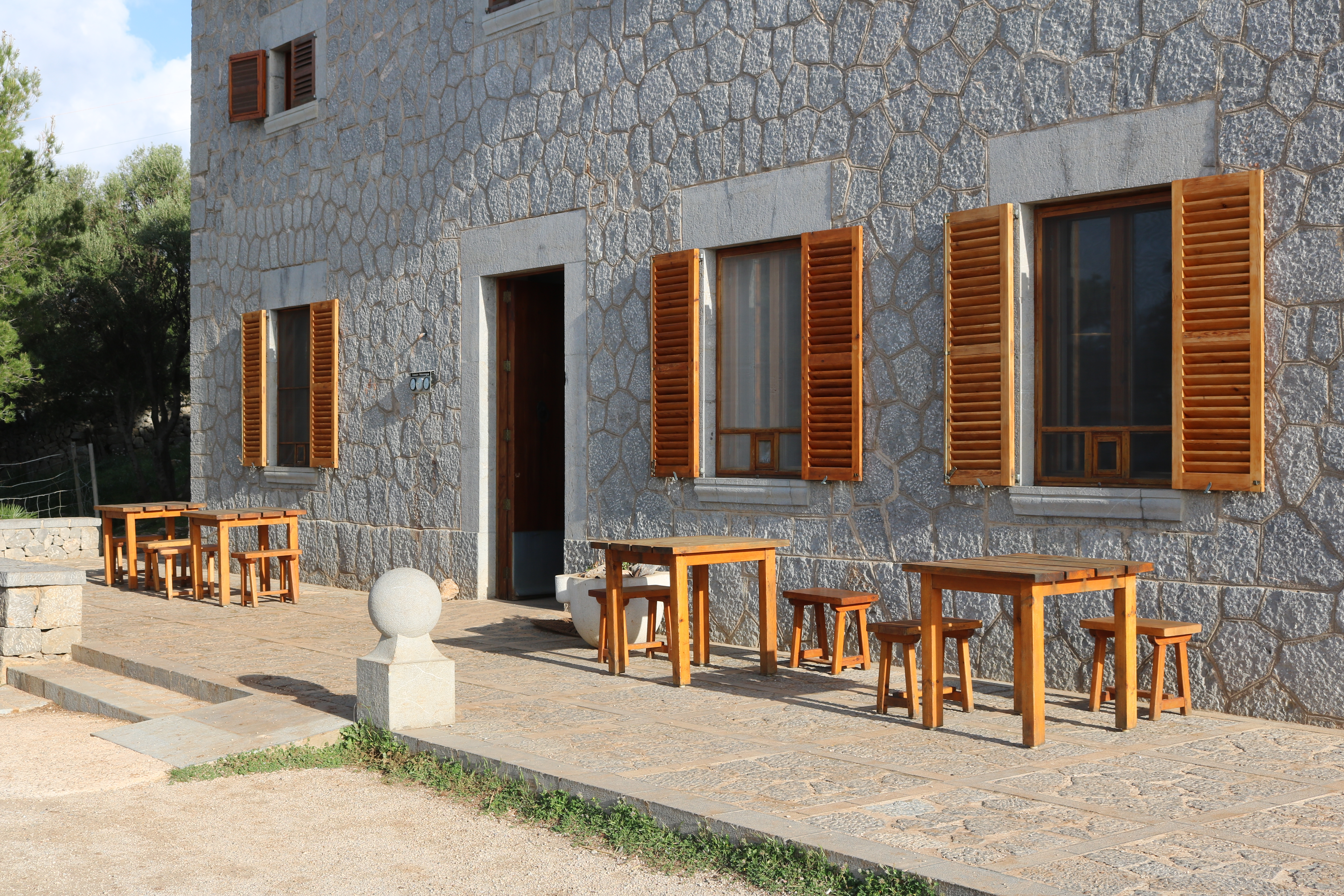
Eingang zur Wanderherberge Refugi de Muleta

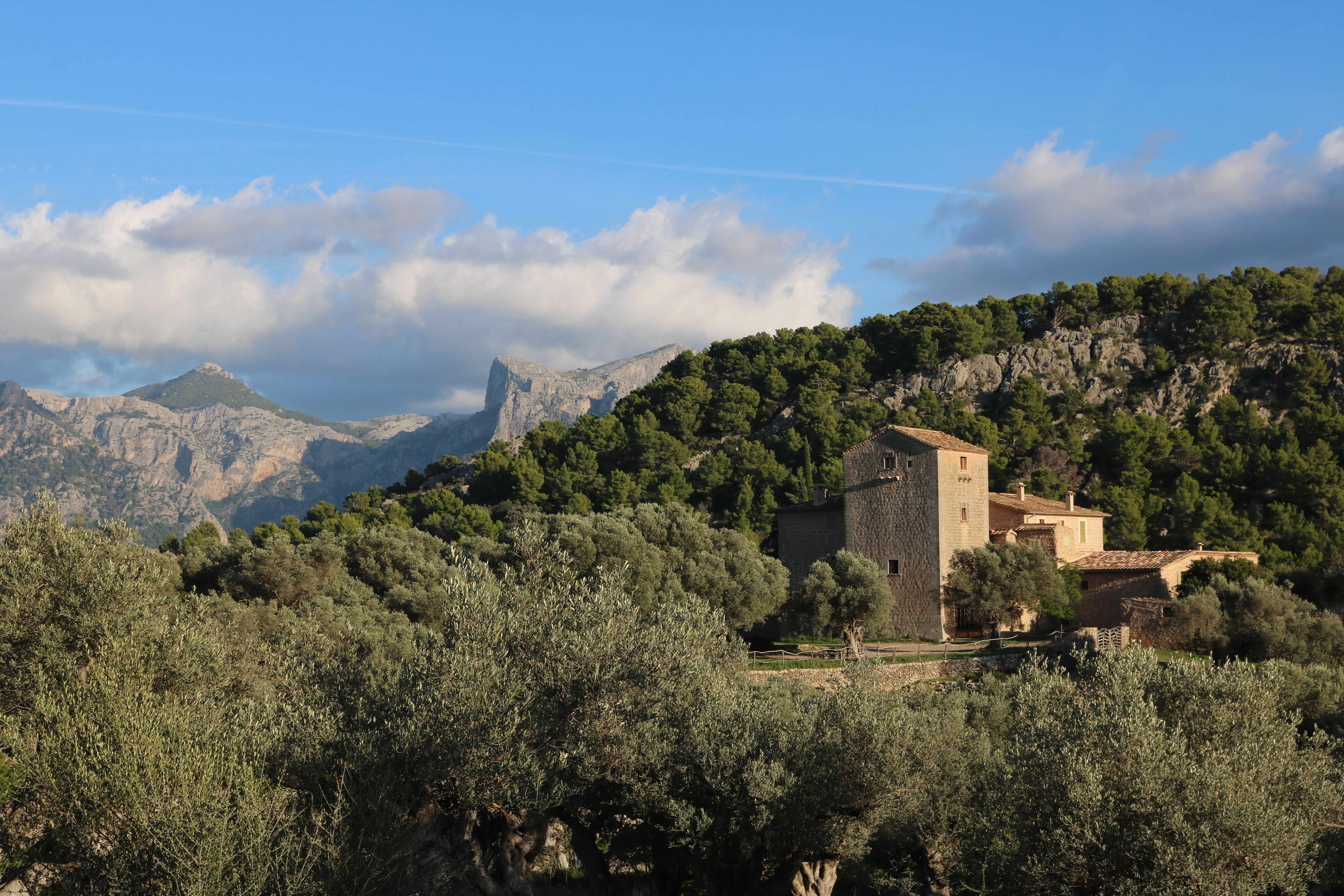
Landgut Muleta mit mittelalterlichem Wehrturm

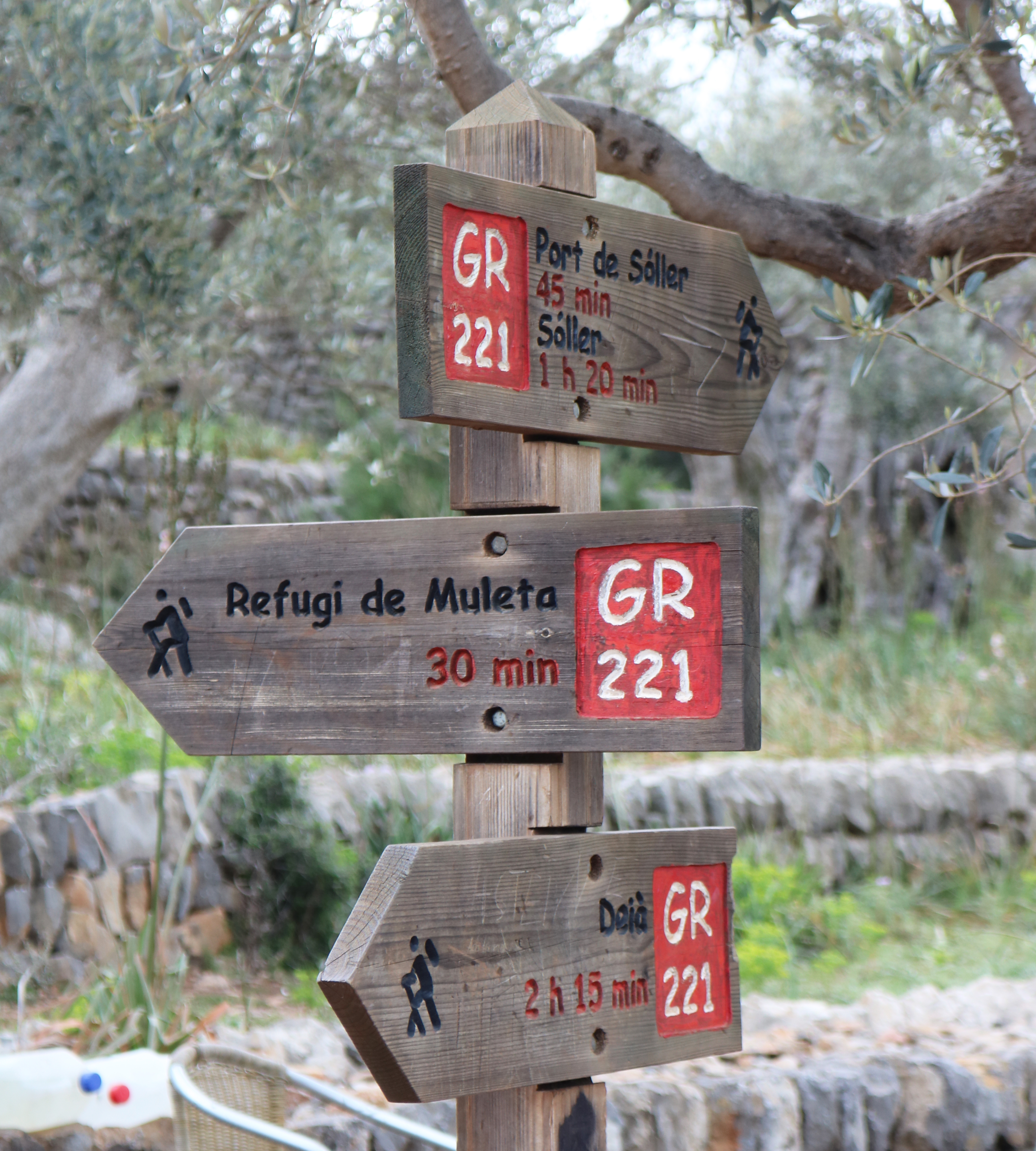
Wanderschild zum Refugi de Muleta

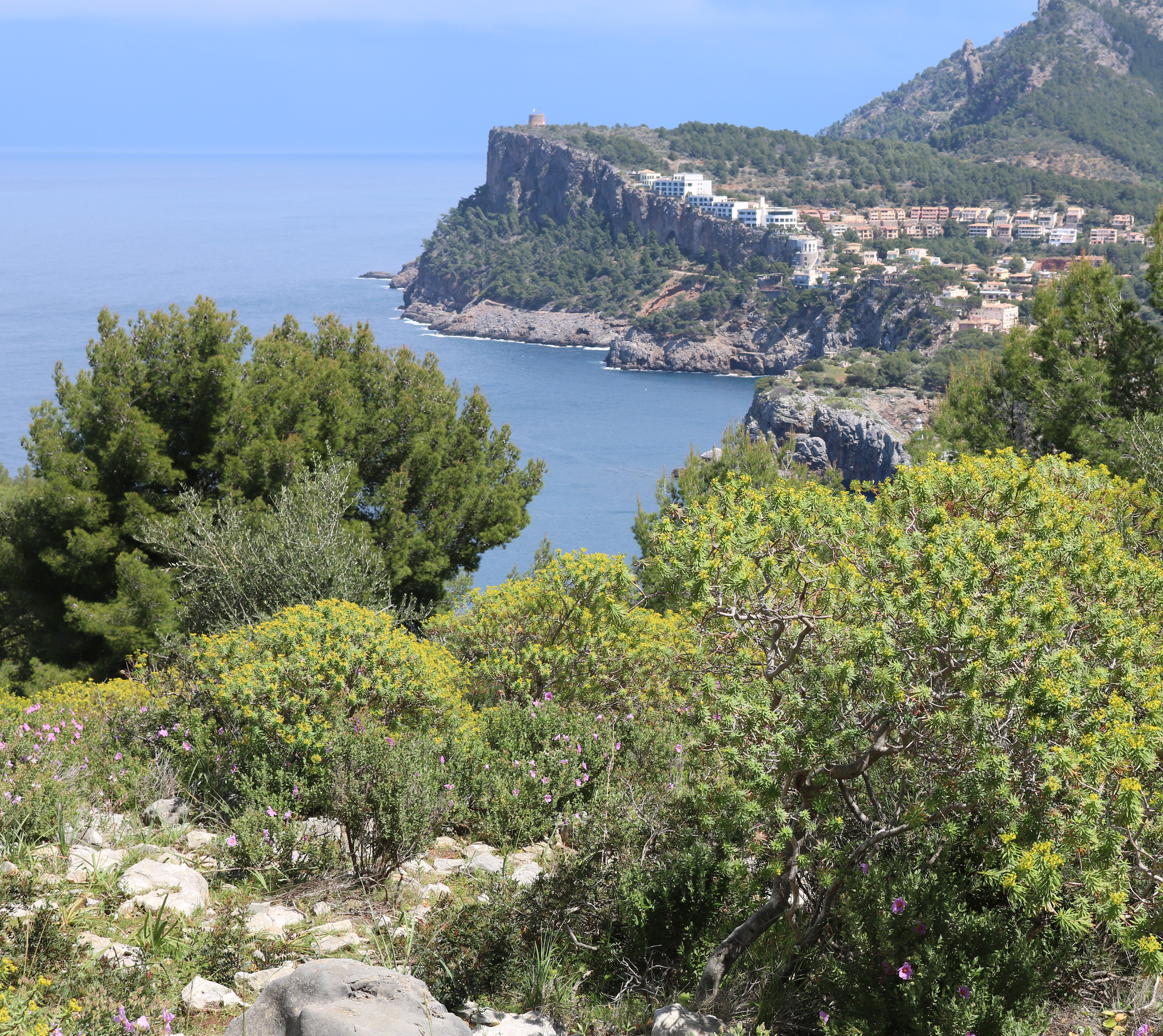
Wolfsmilchblüte am Weg zum Refugi de Muleta

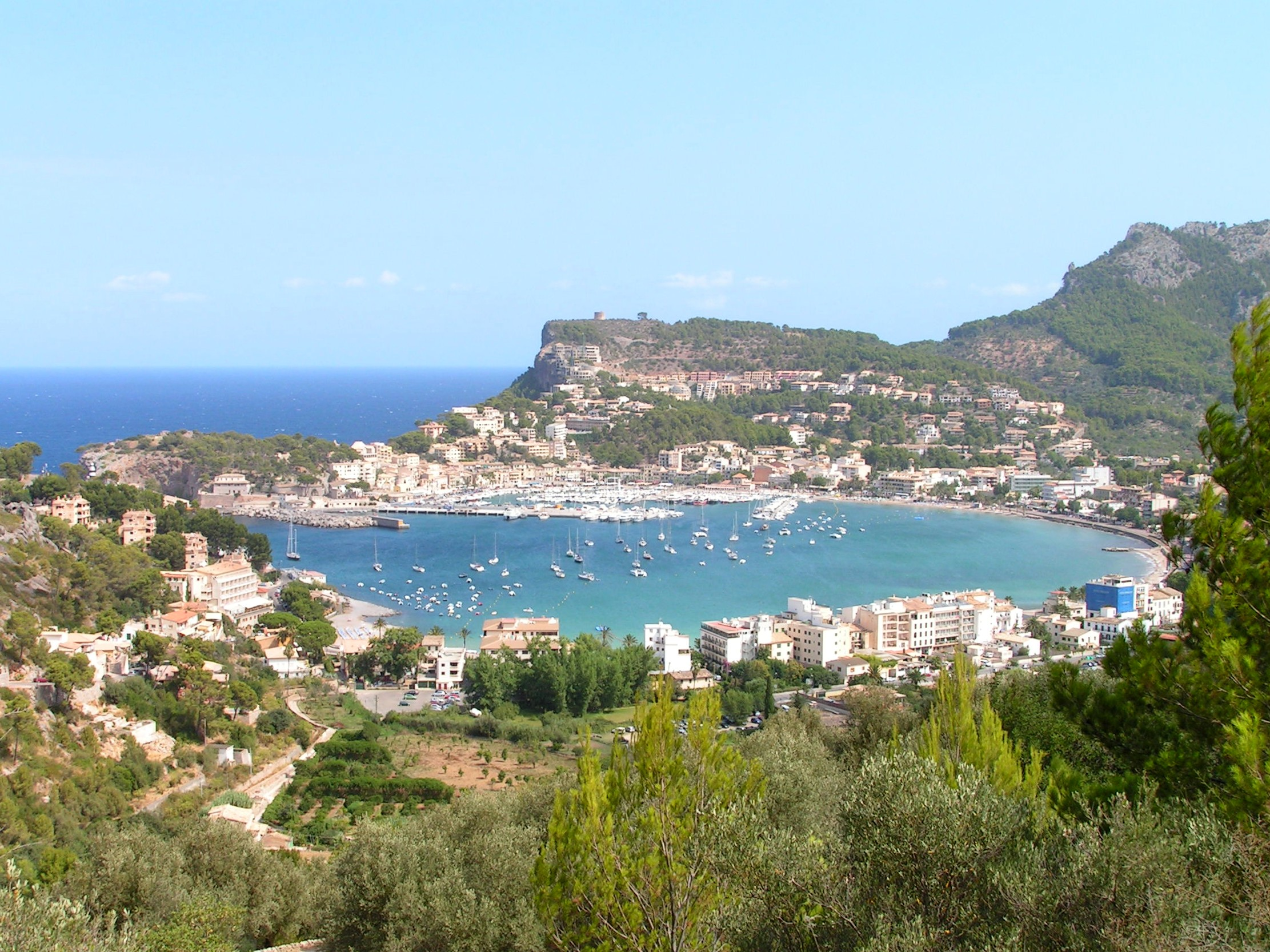
Blick auf Port de Sóller

Der Refugi de Muleta ist eine Wanderhütte am Fuß der Serra de Tramuntana auf der spanischen Mittelmeerinsel Mallorca. Die Hütte gehört zu einem Netz von Unterkünften am Fernwanderweg GR 221, der das Mittelgebirge vom äußersten Südwesten bis nach Pollença im Nordosten durchläuft. Benannt ist die Hütte nach dem angrenzenden Landgut Muleta, auf dessen Grund seit mehr als einem halben Jahrtausend Olivenbäume kultiviert werden. 

## Lage und Zugang
Die Wanderhütte befindet sich auf einer Höhe von 110 m über der Badia de Sóller (dt. Bucht von Sóller) auf dem Cap Gros, ein paar Schritte unterhalb davon steht der Leuchtturm Far del Cap Gros. Sie liegt an der Etappe des GR 221 von Deià zum Refugi de Tossals Verds. Von Port de Sóller kann auf einer schmalen Asphaltstraße in einer halben Stunde zur Hütte aufgestiegen werden. 

## Geschichte
Das aus Naturstein erbaute massive Gebäude diente von 1912 bis 1956 als Telegrafenstation für das spanische Militär. Für den GR 221 wurde das Haus restauriert und 2002 als Wanderherberge eröffnet. Die Hütte ist Eigentum der Inselregierung und wird auch von dieser verwaltet.

## Bewirtschaftung
Die Hütte verfügt über einen großen Schlafsaal mit Platz für 30 Personen. Sie wird bis auf eine kurze Schließzeit im Sommer ganzjährig bewirtschaftet, Mahlzeiten müssen jedoch schon bei der Buchung bestellt werden. Im zwei Kilometer entfernten Port de Sóller gibt es zahlreiche Restaurants und Cafés.

## Benachbarte Hütten
- Zu dem Refugi Can Boi in Deià ca. 3½ Stunden
- Zu dem Refugi de Tossals Verds in ca. 10 Stunden

## Tourenmöglichkeiten
Von der Berghütte bzw. von den nahe gelegenen Orten Port de Sóller und Sóller können verschiedene Tagestouren unternommen werden:
- Vom Refugi de Muleta kommt man auf dem GR 221 nach Biniaraix und von dort über Fornalutx zum Mirador de ses Barques hinauf. An dem Aussichtspunkt beginnt eine Variante des GR 221 nach Cala Tuent
- Von Port de Sóller besteht im Sommerhalbjahr eine Schiffsverbindung nach Sa Calobra, von dort kann ein Stück in die Schlucht des Torrent de Pareis hineingewandert werden[2]
- Von Port de Sóller kann zur Torre Picada aufgestiegen und von dort weiter dem Weg über der Petita Costera gefolgt werden, hin und zurück ca. 2½ Stunden[3]